# Rivulus igneus
 Rivulus igneus és un peix de la família dels rivúlids i de l'ordre dels ciprinodontiformes. Va ser descrit per l'ictiòleg francès Jean Henri Huber el 1991.

## Morfologia
És una de les espècies més grosses entre els Rivulus: els mascles poden arribar als 15 cm de longitud total, tot i que les femelles són una mica més petites.

## Distribució geogràfica
Es troba a Sud-amèrica: conca del riu Oyapock i conques costaneres adjacents.

## Vida en captivitat
És una espècie difícil de comprar dins dels circuits comercials habituals. Només està disponible en els clubs dedicats a aquest tipus d'espècies. La seua grandària limita molt els aficionats que se li puguin proporcionar. A més, fa menester condicions bioquímiques particulars: el pH ha d'ésser entre 6 i 7, la temperatura de l'aigua entre 22 i 28 °C i els nivells de nitrats els més baixos possibles, la qual cosa fa que els canvis parcials i diaris d'aigua siguin imprescindibles.